# 小山 - 結城拡幅
小山 - 結城拡幅（おやま・ゆうきかくふく）は栃木県小山市から茨城県結城市に至る国道50号のバイパスである。

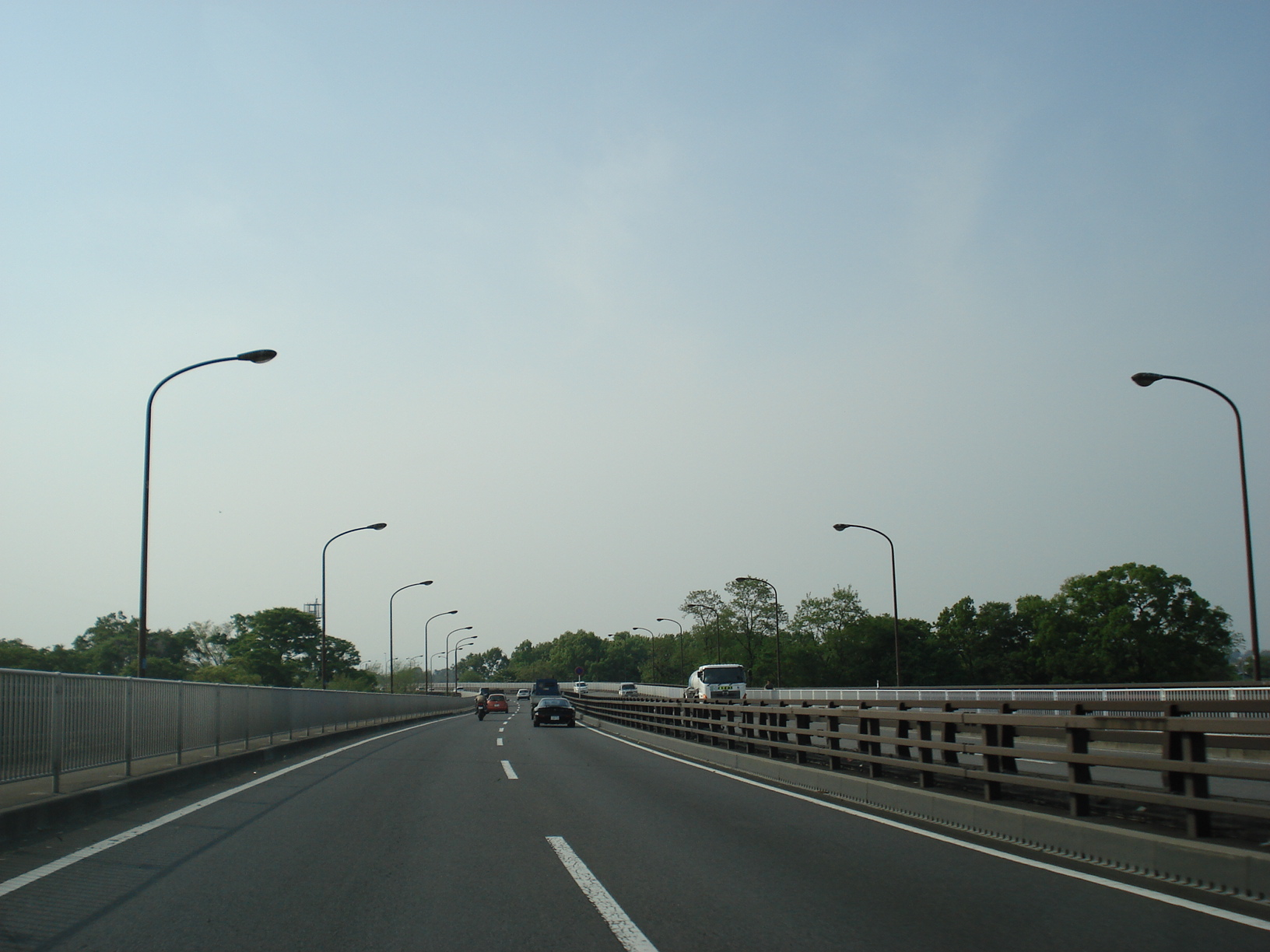
思川に架かる小山大橋（2007年5月撮影）

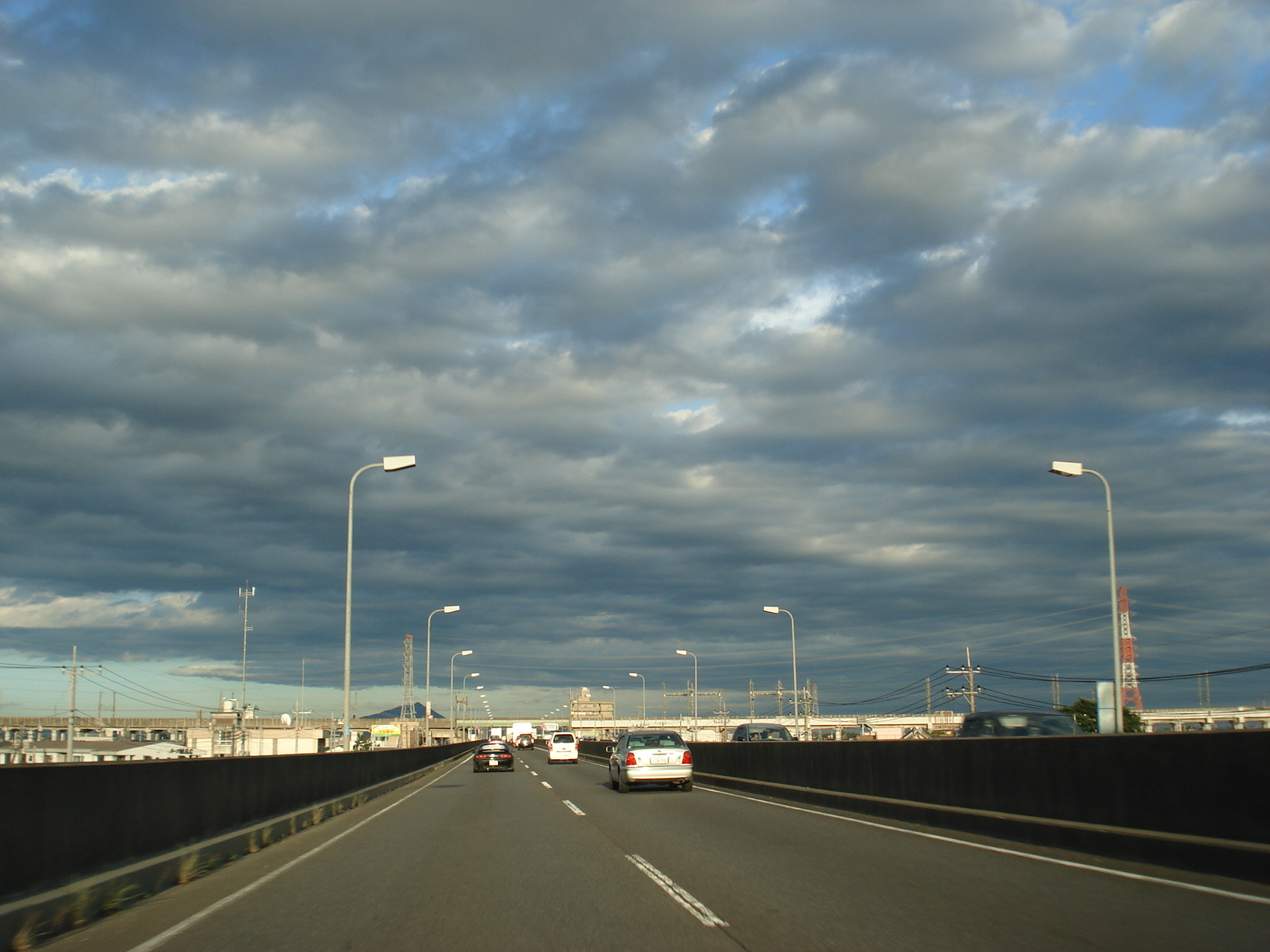
小山高架橋（2007年6月撮影）

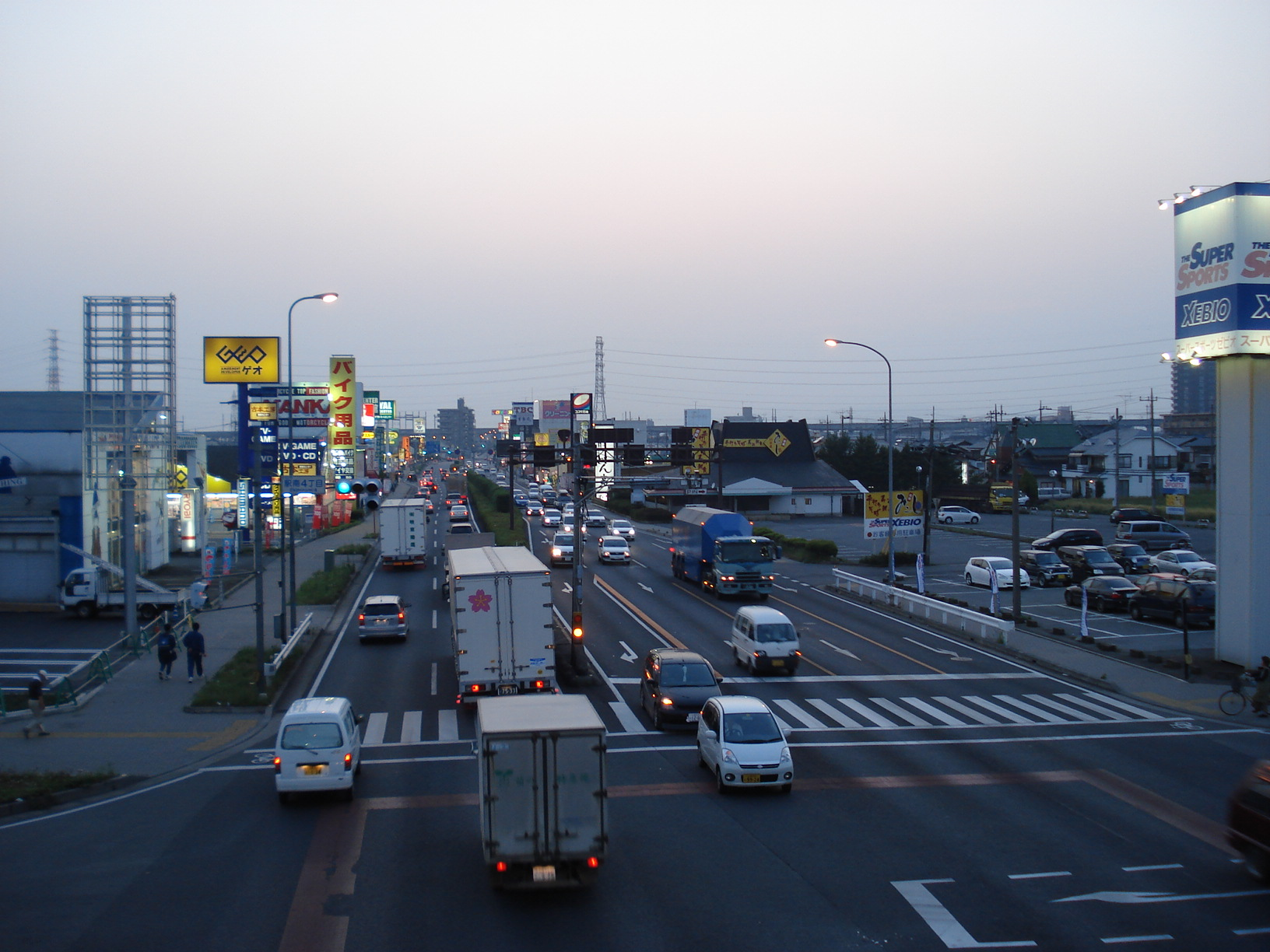
小山市駅南町4丁目交差点より前橋方面を望む（2007年5月撮影）

## 概要

### 路線データ
- 起点：栃木県小山市大字萩島（大行寺交差点）
- 終点：茨城県結城市大字小田林（小田林交差点）
- 距離：5.98km[1]
- 車線数：4車線

## 歴史
- 1969（昭和44）年度 - 小山市大行寺 - 小山市神鳥谷（国道4号交点）間1.3kmの事業着手
- 1972（昭和47）年度 - 当該区間の暫定2車線で供用開始。小山大橋開通、供用開始
- 1984（昭和59）年度 - 全線4車線化用地買収着手
- 1986（昭和61）年度 - 小山高架橋関連工事着手
- 1992（平成4）年3月11日 - 小山高架橋暫定2車線で供用開始、小山高架橋4車線化工事着手
- 1993（平成5）年度 - 小山市旭町区間4車線供用開始
- 1994（平成6）年8月10日 - 小山大橋、小山高架橋4車線化工事完成、全線4車線供用開始

## 交差する道路など
| 交差点名・施設名                              | 接続路線など                                               | 最高速度 (km/h) | 車線数 （供用/計画） | 所在地 | 所在地 |
| --------------------------------------------- | ---------------------------------------------------------- | --------------- | -------------------- | ------ | ------ |
| 国道50号岩舟小山バイパス 佐野・前橋方面へ直通 |                                                            |                 |                      |        |        |
| 大行寺                                        | 栃木県道36号岩舟小山線                                     | 法定速度（60）  | 4/4                  | 栃木県 | 小山市 |
| 大行寺                                        | 栃木県道264号小山結城線                                    | 法定速度（60）  | 4/4                  | 栃木県 | 小山市 |
| 小山大橋                                      | 思川                                                       | 法定速度（60）  | 4/4                  | 栃木県 | 小山市 |
| 小山高架橋                                    | 国道4号小山バイパス、栃木県道265号、JR宇都宮線、東北新幹線 | 法定速度（60）  | 4/4                  | 栃木県 | 小山市 |
| （神鳥谷）                                    | 国道4号小山バイパス                                        | 法定速度（60）  | 4/4                  | 栃木県 | 小山市 |
| （神鳥谷東）                                  | 栃木県道265号粟宮喜沢線                                    | 法定速度（60）  | 4/4                  | 栃木県 | 小山市 |
| 駅南4丁目                                     | 栃木県道191号大戦防小山線                                  | 法定速度（60）  | 4/4                  | 栃木県 | 小山市 |
| 駅南4丁目                                     | 栃木県道339号小山下野線                                    | 法定速度（60）  | 4/4                  | 栃木県 | 小山市 |
| 横倉新田                                      | 栃木県道33号小山環状線                                     | 法定速度（60）  | 4/4                  | 栃木県 | 小山市 |
| 横倉新田                                      | 栃木県道292号矢畑横倉新田線                                | 法定速度（60）  | 4/4                  | 栃木県 | 小山市 |
| 西仁連川橋                                    | 西仁連川                                                   | 法定速度（60）  | 4/4                  | 茨城県 | 結城市 |
| 小田林西                                      | 新4号国道古河小山バイパス                                  | 法定速度（60）  | 4/4                  | 茨城県 | 結城市 |
| 小田林                                        | 茨城県道15号結城下妻線                                     | 法定速度（60）  | 4/4                  | 茨城県 | 結城市 |
| 国道50号結城バイパス 筑西・水戸方面へ直通     |                                                            |                 |                      |        |        |

※ （）内は小山高架橋側道にある交差点

## 接続するバイパス
- 岩舟小山バイパス
- 結城バイパス